# Северодонецк
Северодонецк или Сиверскодонецк е град в Луганска област, Източна Украйна. Телефонният код му е +380 6452(645). Градът е под контрола на Русия и ЛНР от 25 юни  2022 година.

## Население
Населението му е 121 000 жители (2010 г.), а площта – 50 кв. км. Намира се на около 110 км северо-северозападно от областния център град Луганск.
- 1939 г. – 5000 жители
- 1959 г. – 33 200
- 1970 г. – 90 000
- 1975 г. – 107 000
- 1991 г. – 131 000
- 2009 г. – 121 000 жители

## История
Основан е през 1934 г., а получава статут на град през 1958 г.